# Dwain Murphy
Dwain Murphy (...) è un attore canadese.

## Biografia
Con ruoli prevalentemente televisivi, si fa conoscere partecipando ai 6 episodi della serie/show Degrassi: The Next Generation, successivamente partecipa al film Saving God e nel 2014 è il protagonista della serie Played.

## Filmografia

### Cinema
- Al ritmo del ballo (How She Movie), regia di Ian Iqbal Rashid (2007)
- Poor Boy's Game, regia di Clement Virgo (2007)
- Saving God, regia di Duane Crichton (2008)
- The Masked Saint, regia di Warren P. Sonoda (2016)
- Quando un padre (A Family Man), regia di Mark Williams (2016)

### Televisione
- Degrassi: The Next Generation – serie TV, 6 episodi (2006-2008)
- The Line – serie TV, 7 episodi (2009)
- Guns – miniserie TV, 2 episodi (2009)
- Three Rivers – serie TV, episodio 1x04 (2009)
- Ghost Whisperer - Presenze (Ghost Whisperer) – serie TV, episodio 5x15 (2010)
- Warehouse 13 – serie TV, episodio 3x01 (2011)
- Rookie Blue – serie TV, episodio 2x06 (2011)
- Combat Hospital – serie TV, 12 episodi (2011)
- The Mentalist – serie TV, episodio 4x05 (2011)
- Nikita – serie TV, episodi 2x16-2x18-3x19 (2012-2013)
- Saving Hope – serie TV, episodio 1x01 (2012)
- Cracked – serie TV, episodio 1x12 (2013)
- Played – serie TV, 13 episodi (2013)
- Republic of Doyle – serie TV, episodi 6x01-6x05 (2014)
- Lost Girl – serie TV, episodio 5x06 (2015)
- X Company – serie TV, episodio 1x04 (2015)
- Remedy – serie TV, episodi 2x06-2x07-2x09 (2015)
- Rogue – serie TV, 5 episodi (2015)
- Killjoys – serie TV, episodio 1x08 (2015)
- The Art of More – serie TV, episodio 1x08 (2015)
- Beauty and the Beast – serie TV, episodio 4x06 (2016)
- The Strain – serie TV, 4 episodi (2016)
- Mohawk Girls – serie TV, 11 episodi (2016-2017)
- La nebbia (The Mist) – serie TV, episodi 1x05-1x06 (2017)
- Suits – serie TV, episodio 7x05 (2017)
- Star Trek: Discovery – serie TV, episodi 1x11-1x12 (2018)
- Titans – serie TV (2018)

## Doppiatori italiani
Nelle versioni in italiano delle opere in cui ha recitato, Dwain Murphy è stato doppiato da:
- Stefano Billi in The Mentalist
- Paolo Vivio in The Strain
- Riccardo Scarafoni in Star Trek: Discovery